# Planetboom
Planetboom o Boom es la banda de música de adoración contemporánea, ministerio juvenil de la Iglesia Planetshakers en Melbourne, Australia. Lanzaron su primer álbum, Jesus Over Everything, el 22 de marzo de 2019 por Venture3Media.

## Historia
La rama del ministerio juvenil de Planetshakers se dirige principalmente a estudiantes de secundaria, ministrando a adolescentes a través de canales como programas escolares, campamentos juveniles y encuentros de viernes. Crearon la banda llamada Planetboom, compuesta por jóvenes músicos, compositores y vocalistas, y el equipo lideró a miles de adolescentes en alabanzas y adoración cada semana, donde empezaron a hacer música cristiana desde el 2016 en la iglesia Planetshakers. Su primer sencillo debut llamado "Here Comes the Revival" fue para el álbum Overflow: Live de la banda Planetshakers en el 2016. En el año 2017 lanzaron dos sencillo: el primero llamado "New Levels" y el segundo "Praise Over Problems". En el año 2018 lanzaron dos singles: el primer sencillo lanzado en junio "Jesus Over Everything",y otro en agosto llamado "LEMME TELLYA". El 9 de noviembre anunciaron que lanzan un nuevo sencillo llamado "Run To You". Anunciaron el lanzamiento de su primer álbum, "Jesus Over Everything" lanzado el 22 de marzo del 2019.

## Miembros
- Noah Walker – Líder de adoración, voz de fondo
- Aimee Walker – Líder de adoración, voz de fondo
- Falemaii Jedidaia Lelevaga – Líder de adoración, voz de fondo
- Irichell Cajes – Líder de adoración, voz de fondo
- Andy Harrison – batería, líder de adoración
- Josh Ham – bajo
- Jonathan Evans – batería
- Nicky Seow – teclado
- Jarry Verdan – guitarra eléctrica
- Sam Wray – bajo
- Joshua Monk – bajo

## Discografía

### Serie de álbumes
- Jesus Over Everything (marzo de 2019)
- JC Squad (enero de 2021)
- JC Squad (Live From The Squad) (abril de 2021)
- Youth Group Foyer Vibes, Vol.1 (julio de 2021)
- You, Me, the Church, That's Us - Side A (enero de 2022)

#### Sencillos
- "New Levels" (abril de 2017)
- "Jesus Over Everything" (junio de 2018)
- "Lemme Tell Ya" (agosto de 2018)
- "Run to You" (noviembre de 2018)

- "Praise on Praise" (Live) (julio de 2019)
- "Saints" (septiembre de 2019)
- "Kamsahamnida" (Live) (noviembre de 2019
- "Unshakable" (febrero de 2020)
- "Ily" (marzo de 2020)
- "Jesus is the key" (mayo de 2020)
- "JC Squad (julio de 2020)